# Calliptamus
Calliptamus ist eine Gattung der Feldheuschrecken mit paläarktischer Verbreitung, in Europa vor allem im Mittelmeerraum. Die Arten bevorzugen warmtrockene, meist steppenartige Habitate. Einige Arten neigen zu lokalen Massenvermehrungen und gelten dann in der Landwirtschaft als Schädlinge.

## Merkmale
Es handelt sich um kleine bis mittelgroße Grashüpfer mit vorwiegend grauer Färbung, meist mit roten oder orangen Anteilen, sehr oft mit rot gefärbten Hinterschienen. Der Kopf ist im Profil abgerundet, bei Ansicht von oben ist der zwischen den Fühlerbasen nach vorn vorstehende Teil (Fastigium genannt) ebenfalls rundlich mit Mittelkante. Das Pronotum trägt einen deutlichen Mittelkiel und zwei ebenfalls markante, fast gerade Seitenkiele, die manchmal unmittelbar vor dem Hinterrand undeutlich werden. Die Oberfläche ist quer dazu in drei Wülsten (Sulci) erhoben. Das Pronotum besitzt einen fast rechteckigen Querschnitt mit senkrecht abfallenden Seiten und flacher Oberseite. Die Vorderbrust (Prosternum) trägt einen deutlichen, zapfenförmigen Höcker. Die Vorderflügel (Tegmina) sind immer gut ausgebildet, die Tiere sind flugfähig. Je nach Art reichen sie über die Spitze der Hinterknie oder sind etwas kürzer, auch ihre Form variiert je nach Art etwas zur Spitze hin. Die Hinterflügel sind glasklar (hyalin) oder mit einer breiten basalen, hellroten oder rosa Querbinde. Die Sprungbeine sind groß mit sehr kräftigen Femora, die an der Innenseite meist eine Zeichnung aus drei dunklen Flecken aufweisen, diese können aber verschmolzen, oder teilweise reduziert, oder rötlich aufgehellt, sein.
Die Gattung ist von verwandten Gattungen nur im männlichen Geschlecht sicher unterscheidbar, auch innerhalb der Gattung sind die Weibchen oft nicht bis zur Art bestimmbar. Beim Männchen ist die Abdomenspitze nach oben etwas keulenartig verdickt, das neunte und zehnte Tergit sind verschmolzen. Wesentlich für die Definition der Gattung ist die Detailgestalt des Aedeagus und seiner Valven. Die Cerci sind bei Aufsicht pinzettenartig nach innen gebogen, sie sind an der Spitze dreilappig, der oberste Lappen breit und lamellenartig.
Die Arten der Gattung sind durch DNA Barcoding unterscheidbar.

## Habitate und Lebensweise
Alle Arten der Gattung leben in steppenartigen Lebensräumen, bis hin zu Halbwüsten. Die Vegetationsdeckung darf dabei nicht vollständig sein. In Südfrankreich leben teilweise vier Arten der Gattung nebeneinander im selben Habitat. Soweit bekannt, ernähren sich alle Arten unspezialisiert sowohl von Gräsern wie von Krautarten („Dikotyledonen“). Die Tiere meiden vom Menschen gestörte Habitate nicht, fehlen aber im intensiv bewirtschafteten Kulturland. Eier werden in einer Oothek im Boden abgelegt. Die Arten haben fünf Nymphenstadien. Der Paarung geht ein Vorspiel voraus, bei dem das Männchen sich vor dem Weibchen bewegt, wobei es kurze Töne abgibt, die durch Reiben der Mandibeln erzeugt werden, außerdem bewegt es rhythmisch die (farblich gezeichneten) Hinterschenkel (ohne Beteiligung an der Lauterzeugung). Ähnliche Laute werden auch erzeugt, wenn sich zwei Männchen als Rivalen begegnen. Bei Calliptamus barbarus unterscheiden sich zwei nebeneinander lebende Farbmorphen (mit unterschiedlicher Zeichnung auf den Hinterschenkeln) auch etwas im Gesang; ein Hinweis auf beginnende Separation (Artbildung).
Zumindest die häufigste Art Calliptamus italicus neigt bei günstigen Umweltbedingungen zu Massenvermehrungen und ist, insbesondere in Zentralasien, gefürchteter landwirtschaftlicher Schädling. Das betroffene Gebiet umfasste zum Beispiel 1997 in Südrussland mehrere Hunderttausend Hektar, die Larvendichte teilweise mehr als 1.000 Individuen pro Quadratmeter. Wie andere Wanderheuschrecken bilden sie bei hoher Dichte eine besondere Form aus, die sich durch im Verhältnis längere Flügel auszeichnet. Im Gegensatz zu anderen Wanderheuschrecken unterscheiden sich die Nymphen der Wanderphase nicht farblich von den solitären. Massenvermehrungen mit Schäden treten auch heute noch gelegentlich in Südeuropa auf, so zum Beispiel 2002 bei Podgorica (Montenegro). Auch andere Arten der Gattung gelten als weniger bedeutsame Schädlinge, obwohl diese nicht zu den Wanderheuschrecken gehören. Am nördlichen Rand der Verbreitung sind die Arten hingegen selten und teilweise Gegenstand von Artenschutzmaßnahmen.

## Verbreitung
Calliptamus-Arten leben in Südeuropa, bis zum südlichen Mitteleuropa, in Nordafrika nördlich der Sahara, im Nahen und Mittleren Osten, und in Zentral- und Ostasien, östlich bis China und Korea. Eine dubiose Art wird weitab davon aus dem Kongo angegeben, diese wurde von Ignacio Bolívar als Caloptenus cicatricosus beschrieben und seitdem nicht wiedergefunden; Daniel Otte ordnet sie aufgrund einer (im Original mit Fragezeichen versehenen) Angabe im Katalog von Henry Bennett Johnston der Gattung Calliptamus zu.

## Taxonomie

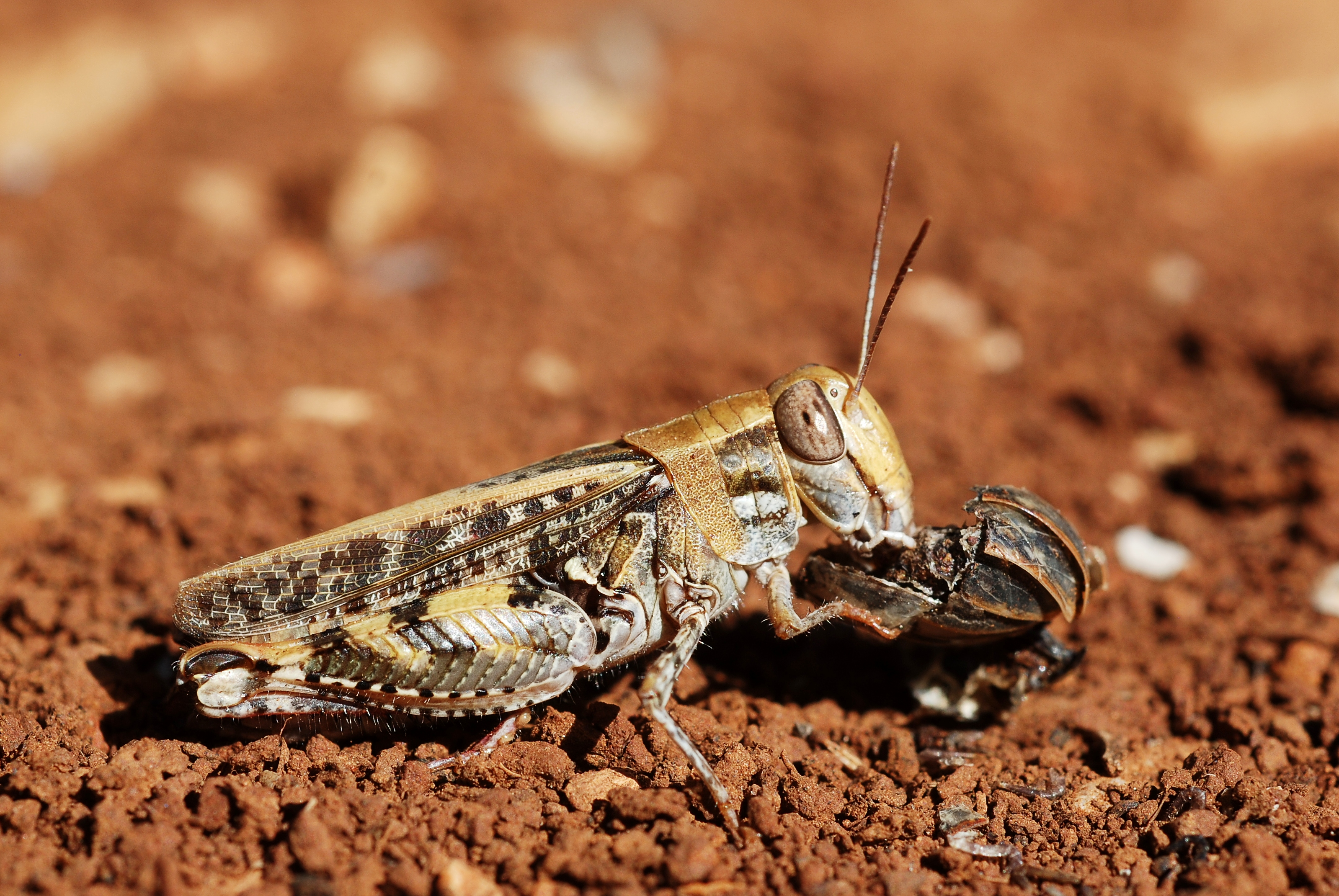
Costas Schönschrecke (Calliptamus barbarus)

Die Gattung wurde von Jean-Guillaume Audinet-Serville 1831 erstbeschrieben, Typusart ist Gryllus (Locusta) italicus L. In der heutigen Abgrenzung umfasst sie 14 (oder 15) rezente Arten und eine fossile Art (zu „Calliptamus“ cicatricosus vgl. unter Verbreitung.)
- Calliptamus abbreviatus Ikonnikov, 1913 (Zentralasien, östlich bis Korea)
- Calliptamus balucha Uvarov, 1938 (Pakistan und Afghanistan)
- Calliptamus barbarus (Costa, 1836) (Mittelmeerraum bis Ostasien)
- Calliptamus coelesyriensis Giglio-Tos, 1893 (Kleinasien bis Zentralasien)
- Calliptamus cyrenaicus Jago, 1963 (Libyen)
- Calliptamus doii Lee & Lee, 1985 (Südkorea)
- Calliptamus italicus (Linnaeus, 1758) (europäischer Mittelmeerraum, West- und Zentralasien, östlich bis Xinjiang[11])
- Calliptamus madeirae Uvarov, 1937 (Madeira)
- Calliptamus plebeius (Walker, 1870) (Kanarische Inseln ohne Fuerteventura[12])
- Calliptamus siciliae Ramme, 1927 (Südeuropa: Frankreich, Italien)
- Calliptamus tenuicercis Tarbinsky, 1930 (Kleinasien, Westasien, Kaukasus bis Iran)
- Calliptamus testaceus Walker, 1870 (Ägypten)
- Calliptamus turanicus Tarbinsky, 1930 (Zentralasien)
- Calliptamus wattenwylianus Pantel, 1896 (westliche Mittelmeerregion)

Die Gattung wird, mit einigen Verwandten, in eine eigene Unterfamilie Calliptaminae eingeordnet. Andere Autoren ordneten sie der Unterfamilie Catantopinae zu, die von manchen als eigenständige Familie (dann Catantopidae genannt) aufgefasst wird. Eine molekulare Studie liegt nur für einige chinesische Arten vor, sie unterstützt eine Monophylie der Gattung.